# Rollot
Rollot là một xã ở tỉnh Somme, vùng Hauts-de-France, Pháp.
Thị trấn này tọa lạc 25 dặm Anh về phía đông nam của Amiens, trên đường D935. 

## Dân số
| 1926                                                         | 1931 | 1936 | 1946 | 1954 | 1962 | 1968 | 1975 | 1982 | 1990 | 1999 | 2004 |
| ------------------------------------------------------------ | ---- | ---- | ---- | ---- | ---- | ---- | ---- | ---- | ---- | ---- | ---- |
| 626                                                          | 651  | 607  | 648  | 590  | 584  | 607  | 561  | 540  | 575  | 631  | 666  |
| Số liệu điều tra dân số từ năm 1962, dân số không tính trùng |      |      |      |      |      |      |      |      |      |      |      |